# Cabildo catedralicio

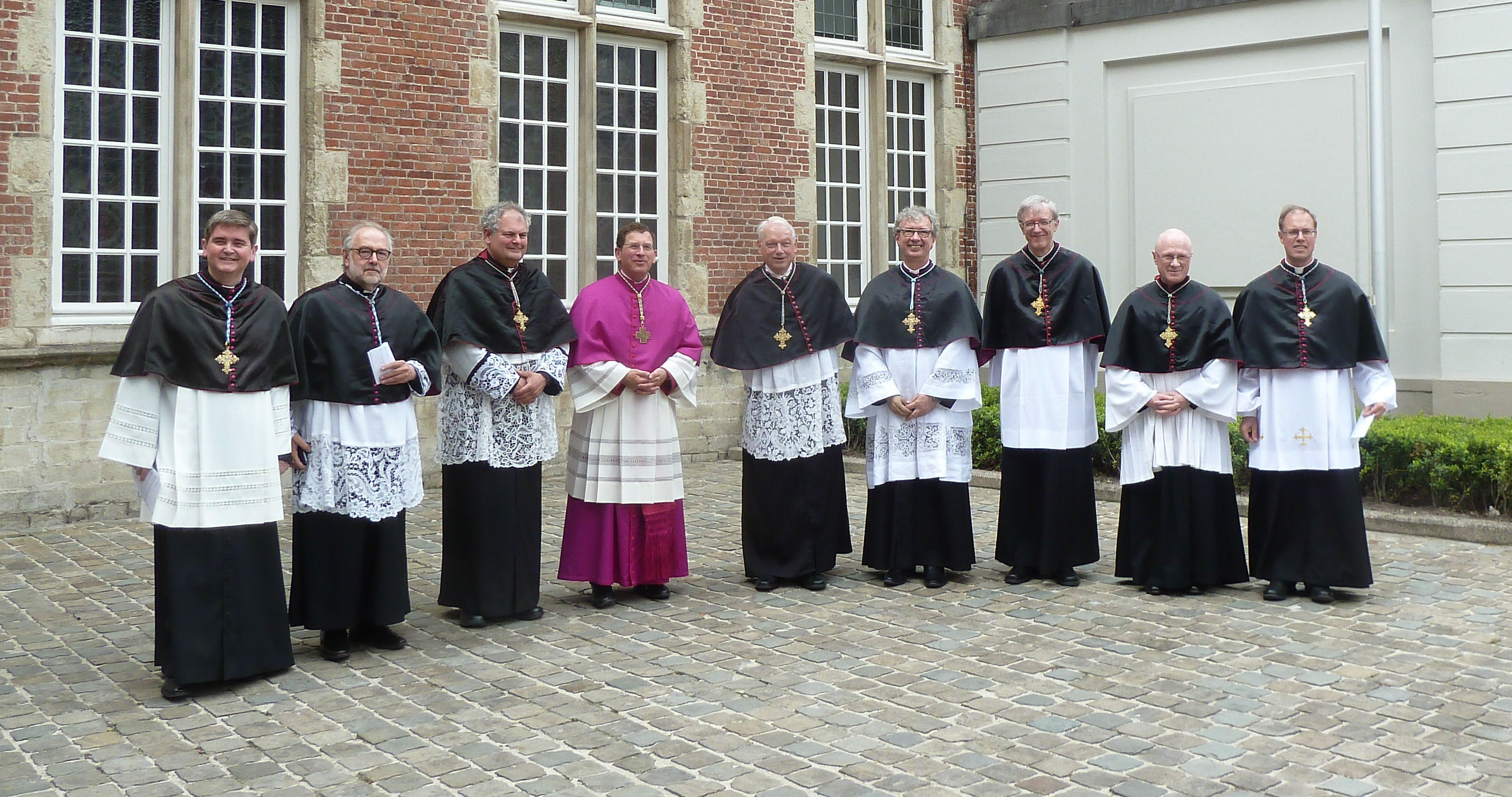
Cabildo catedralicio, Brujas

En la Iglesia católica latina y de acuerdo con el derecho canónico, el cabildo catedralicio o capítulo catedralicio (en latín: capitulum o capitellum, palabra que da origen a cabildo) es un órgano colegiado de clérigos con personalidad jurídica y autoridad normativa, instituido para ayudar con su consejo al obispo (que no pertenece al cabildo). En caso de quedar vacante la sede episcopal, el papa suele designar un administrador apostólico temporal, pero si esto no ocurre, en algunos casos el capítulo catedralicio puede suplir al obispo en el gobierno de la diócesis. La creación, modificación y disolución de capítulos catedralicios es materia reservada a la Santa Sede de Roma. La institución se halla también en el anglicanismo y el luteranismo escandinavo. 
Los cabildos se componen de un canónigo y varias dignidades; y pueden ser «numerados» o «no numerados».  
En las localidades donde no existe una catedral y, no obstante, se ha instituido un colegio de clérigos, dicha asociación se denomina cabildo colegial o colegiata. y tiene a su cargo las mismas funciones que un cabildo catedralicio.
En el Código de Derecho Canónico promulgado por el papa Juan Pablo II en 1983, los cabildos de canónigos están mencionados en los cánones del 503 al 510, y su función actual es:

503. El cabildo de canónigos, catedralicio o colegial, es un colegio de sacerdotes, al que corresponde celebrar las funciones litúrgicas más solemnes en la iglesia central o en la colegiata; compete además al cabildo catedralicio cumplir aquellos oficios que el derecho o el Obispo diocesano le encomienden.

El código especifica que (c. 504) la erección, innovación o supresión de un cabildo catedralicio está reservada a la sede apostólica, mientras que para los cabildos colegiales es competencia del obispo diocesano. En el c. 505 se establece que todo cabildo debe tener sus estatutos aprobados por el obispo diocesano.

## Historia
El origen de los capítulos catedralicios se remonta a los siglos IV y V y se afianzaron durante las épocas merovingia y carolingia. En los siglos IX y X aumentaron su patrimonio debido a las prebendas y sus contenidos quedan claramente delimitados en el siglo XIII, esto es, ayudar al obispo en el gobierno de la diócesis, suplirlo cuando fuera menester, elegir al sucesor, atender el culto en la catedral, etc.).
El cabildo se sostenía mediante la mensa capitular, formada por toda clase de bienes, en su mayoría de donación real, y con los diezmos como ingreso principal. Las donaciones de los fieles (fundación de obras pías, misas, donativos, ayudas, etc.) también contribuían a su sostenimiento.
Los componentes de los cabildos aumentan desde la Baja Edad Media hasta alcanzar su configuración más plena en la Edad Moderna. El volumen de miembros dependía en gran parte de la cuantía de las rentas del cabildo, y se distribuían en tres niveles:
1. Dignidades
2. Canonicatos
3. Porcionarios o racioneros.

Las dignidades y sus denominaciones variaban en número de unos cabildos a otros, si bien el presidente del cabildo solía llamarse en todos prioste o deán. 
De los canónigos, los de mayor prestigio e importancia eran los que ocupaban las canonjías de oficio (magistral, doctoral, lectoral y penitenciaria).
Los racioneros solían dividirse entre racioneros enteros y medio racioneros. 
Existía, además, un personal auxiliar, heterogéneo en su composición y número variable, formado por clérigos y seglares, que atendían las necesidades del culto y cubrían las tareas de asistencia a la catedral (capellanes, bachilleres, chantres o capiscoles, sochantres, niños de coro, entonadores, lampareros, organistas, etc.)

### La vida capitular
La regulación de la vida capitular se hizo desde su creación mediante constituciones y ordenanzas, pero cuando realmente se reglamenta es después del Concilio de Trento (1545-1563). A las reuniones colegiadas de los capitulares, llamadas juntas y cabildos, compete el buen gobierno de la catedral. Presididas inicialmente por el prelado y, más tarde, por el deán, tales reuniones podían ser extraordinarias y ordinarias y éstas, de dos clases a su vez: plenos o plenarias, a las que asistían todos, y de dignidades y canónigos, que eran las más corrientes.
A partir del siglo XVI los cabildos perdieron importancia a causa de la Reforma protestante, la Ilustración y la Revolución francesa, y muchos de ellos perdieron su patrimonio.